# Splot (album)
Splot (zapis stylizowany: .splot) – debiutancki album Leskiego, polskiego wykonawcy dream popu i indie folku. Płyta została wydana 1 czerwca 2015 przez Warner Music Poland. Pierwszym singlem z płyty jest utwór „Lepiej wcale” (znany już z EPki Zaczyn), ale pierwszym oficjalnym singlem została piosenka „Kosmonauta”. Inne utwory promujące wydawnictwo to: „Ulotny” i „Lubię takie gry”.

## Lista utworów
1. Autofobia
2. Kosmonauta
3. Od rac
4. Z prądem
5. Bliżej
6. Ulotny
7. Lubię takie gry
8. Było
9. Nie dekoruj
10. Lepiej wcale
11. Wysoko

## Nagrody i wyróżnienia
- "Najlepsze polskie płyty 2015 roku" według portalu Brand New Anthem: 15. miejsce[8]
- "Podsumowanie 2015: 30 najlepszych polskich płyt" według portalu Codziennej Gazety Muzycznej: 29. miejsce[9]